# Olympische Sommerspiele 2004/Teilnehmer (Papua-Neuguinea)
| Gelbes Symbol für Goldmedaillen mit stilisierten Olympischen Ringen | Graues Symbol für Silbermedaillen mit stilisierten Olympischen Ringen | Braundes Symbol für Bronzemedaillen mit stilisierten Olympischen Ringen |
| ------------------------------------------------------------------- | --------------------------------------------------------------------- | ----------------------------------------------------------------------- |
| —                                                                   | —                                                                     | —                                                                       |

Papua-Neuguinea nahm an den Olympischen Sommerspielen 2004 in Athen, Griechenland, mit einer Delegation von vier Sportlern (zwei Männer und zwei Frauen) teil.

## Teilnehmer nach Sportarten

### Gewichtheben
- Dika Toua
Frauen, Federgewicht: 6. Platz

### Leichtathletik
- Mowen Boino
400 Meter Hürden: Vorläufe

- Mae Koime
Frauen, 100 Meter: Vorläufe

### Schwimmen
- Ryan Pini
100 Meter Freistil: 39. Platz
100 Meter Rücken: 20. Platz
100 Meter Schmetterling: 18. Platz